# Giro d’Italia 2012/Fahrerfeld
Beim Giro d’Italia 2012 gingen insgesamt 198 Radsportprofis in 22 Teams an den Start.

## Legende
- Suspendierung: Ausschluss durch eigenes Team
- Ausschluss: Ausschluss durch die Rennleitung vor Rennbeginn
- Disqualifikation: Ausschluss durch die Rennleitung nach Rennbeginn
- Auszeichnungen nach der Zielankunft:
  - : Etappensieger
  - : Rosa Trikot für den Gesamtführenden
  - : Blaues Trikot für den Bergbesten
  - : Rotes Trikot für den Punktbesten
  - : Weißes Trikot für den besten Nachwuchsfahrer unter 25 Jahre
  - Traguardi Volante: Zwischensprintwertung
  - Premio Fuga: Wertung, bei der die Fluchtkilometer der Fahrer addiert werden
  - Premio Combattività: Wertung für den kämpferischsten Fahrer, die sich aus den Platzierungen der Fahrer bei den Zwischensprints und am Ende der Etappe zusammensetzt
  - Azzurri d’Italia: Punktewertung, die nur die ersten Drei jeder Etappe berücksichtigt
  - : Das in der Mannschaftswertung nach Zeit führende Team
  - Premio Fair Play: Mannschaftswertung für das fairste Team
  - Super Team: Mannschaftswertung nach Punkten

## Teilnehmer nach Nationalitäten
| Nr.    | Land                   | Teilnehmer |
| ------ | ---------------------- | ---------- |
| 01     | Italien                | 58         |
| 02     | Spanien                | 19         |
| 03     | Belgien                | 15         |
| 04     | Frankreich             | 13         |
| 05     | Australien             | 7          |
| 05     | Niederlande            | 7          |
| 05     | Polen                  | 7          |
| 08     | Schweiz                | 6          |
| 08     | Dänemark               | 6          |
| 10     | Österreich             | 5          |
| 10     | Vereinigtes Königreich | 5          |
| 12     | Vereinigte Staaten     | 4          |
| 12     | Kanada                 | 4          |
| 12     | Kolumbien              | 4          |
| 15     | Deutschland            | 3          |
| 15     | Venezuela              | 3          |
| 15     | Russland               | 3          |
| 15     | Norwegen               | 3          |
| 19     | Luxemburg              | 2          |
| 19     | Südafrika              | 2          |
| 19     | Kasachstan             | 2          |
| 19     | Neuseeland             | 2          |
| 19     | Litauen                | 2          |
| 19     | Belarus                | 2          |
| 19     | Tschechien             | 2          |
| 19     | Argentinien            | 2          |
| 27     | Slowenien              | 1          |
| 27     | Estland                | 1          |
| 27     | Finnland               | 1          |
| 27     | Japan                  | 1          |
| 27     | Lettland               | 1          |
| 27     | Costa Rica             | 1          |
| 27     | Slowakei               | 1          |
| 27     | Portugal               | 1          |
| 27     | Ukraine                | 1          |
| 27     | Usbekistan             | 1          |
| 27     | Schweden               | 1          |
| Gesamt | Gesamt                 | 198        |

## Teilnehmer nach Teams

### Lampre-ISD(Italien)
| Nr. | Name                   | Nationalität | Anmerkungen                         |
| --- | ---------------------- | ------------ | ----------------------------------- |
| 1   | Michele Scarponi       | Italien      |                                     |
| 2   | Damiano Cunego         | Italien      |                                     |
| 3   | Diego Ulissi           | Italien      |                                     |
| 4   | Matteo Bono            | Italien      |                                     |
| 5   | Adriano Malori         | Italien      | 6. Etappe; 6. Etappe                |
| 6   | Przemysław Niemiec     | Polen        |                                     |
| 7   | Daniele Pietropolli    | Italien      |                                     |
| 8   | Daniele Righi          | Italien      |                                     |
| 9   | Alessandro Spezialetti | Italien      |                                     |
|     |                        |              | Führende Premio Fair Play 6. Etappe |

### Ag2r La Mondiale(Frankreich)
| Nr. | Name                | Nationalität | Anmerkungen |
| --- | ------------------- | ------------ | ----------- |
| 11  | John Gadret         | Frankreich   |             |
| 12  | Manuel Belletti     | Italien      |             |
| 13  | Julien Bérard       | Frankreich   |             |
| 14  | Guillaume Bonnafond | Frankreich   |             |
| 15  | Hubert Dupont       | Frankreich   |             |
| 16  | Ben Gastauer        | Luxemburg    |             |
| 17  | Gregor Gazvoda      | Slowenien    |             |
| 18  | Matteo Montaguti    | Italien      |             |
| 19  | Mathieu Perget      | Frankreich   |             |

### Androni Giocattoli(ITA)
| Nr. | Name                 | Nationalität | Anmerkungen |
| --- | -------------------- | ------------ | --- |
| 21  | José Rujano          | Venezuela    | |
| 22  | José Serpa           | Kolumbien    | |
| 23  | Emanuele Sella       | Italien      | |
| 24  | Roberto Ferrari      | Italien      | |
| 25  | Fabio Felline        | Italien      | |
| 26  | Alessandro De Marchi | Italien      | |
| 27  | Miguel Ángel Rubiano | Kolumbien    | 6. Etappe; 6.–7. Etappe; Führender Traguardi Volante 2.–4. Etappe; Führender Premio Fuga 2. Etappe; Führender Premio Combattività 6.–7. Etappe |
| 28  | Carlos Ochoa         | Venezuela    | |
| 29  | Jackson Rodríguez    | Venezuela    | |

### Astana Pro Team(Kasachstan)
| Nr. | Name                  | Nationalität | Anmerkungen |
| --- | --------------------- | ------------ | ----------- |
| 31  | Roman Kreuziger       | Tschechien   |             |
| 32  | Enrico Gasparotto     | Italien      |             |
| 33  | Paolo Tiralongo       | Italien      | 7. Etappe   |
| 34  | Simone Ponzi          | Italien      |             |
| 35  | Alexander Djatschenko | Kasachstan   |             |
| 36  | Andrei Seiz           | Kasachstan   |             |
| 37  | Kevin Seeldraeyers    | Belgien      |             |
| 38  | Jewgeni Petrow        | Russland     |             |
| 39  | Tanel Kangert         | Estland      |             |

### BMC Racing Team(USA)
| Nr. | Name               | Nationalität       | Anmerkungen |
| --- | ------------------ | ------------------ | --- |
| 41  | Thor Hushovd       | Norwegen           | Aufgabe wegen gesundheitlichen Problemen während der 6. Etappe                                                                     |
| 42  | Alessandro Ballan  | Italien            | |
| 43  | Mathias Frank      | Schweiz            | |
| 44  | Taylor Phinney     | Vereinigte Staaten | 1.–3. Etappe; 1. Etappe; 1.–3. Etappe; 1. Etappe; Führender Azzurri d’Italia 1.–2. Etappe; Führender Premio Combattività 1. Etappe |
| 45  | Marco Pinotti      | Italien            | |
| 46  | Mauro Santambrogio | Italien            | |
| 47  | Ivan Santaromita   | Italien            | |
| 48  | Johann Tschopp     | Schweiz            | |
| 49  | Danilo Wyss        | Schweiz            | |
|     |                    |                    | Führende Premio Fair Play 1. Etappe                                                                                                |

### Colnago-CSF Inox(Italien)
| Nr. | Name               | Nationalität | Anmerkungen |
| --- | ------------------ | ------------ | ----------- |
| 51  | Domenico Pozzovivo | Italien      |             |
| 52  | Sacha Modolo       | Italien      |             |
| 53  | Enrico Battaglin   | Italien      |             |
| 54  | Gianluca Brambilla | Italien      |             |
| 55  | Stefano Pirazzi    | Italien      |             |
| 56  | Sonny Colbrelli    | Italien      |             |
| 57  | Paolo Locatelli    | Italien      |             |
| 58  | Marco Coledan      | Italien      |             |
| 59  | Angelo Pagani      | Italien      |             |

### Euskaltel-Euskadi(Spanien)
| Nr. | Name           | Nationalität | Anmerkungen |
| --- | -------------- | ------------ | ----------- |
| 61  | Mikel Nieve    | Spanien      |             |
| 62  | Adrián Sáez    | Spanien      |             |
| 63  | Jon Izaguirre  | Spanien      |             |
| 64  | Miguel Mínguez | Spanien      |             |
| 65  | Pierre Cazaux  | Frankreich   |             |
| 66  | Víctor Cabedo  | Spanien      |             |
| 67  | Iván Velasco   | Spanien      |             |
| 68  | Amets Txurruka | Spanien      |             |
| 69  | Juan José Oroz | Spanien      |             |

### Farnese Vini-Selle Italia(Italien)
| Nr. | Name               | Nationalität | Anmerkungen                                      |
| --- | ------------------ | ------------ | ------------------------------------------------ |
| 71  | Filippo Pozzato    | Italien      |                                                  |
| 72  | Oscar Gatto        | Italien      |                                                  |
| 73  | Francesco Failli   | Italien      |                                                  |
| 74  | Matteo Rabottini   | Italien      |                                                  |
| 75  | Andrea Guardini    | Italien      |                                                  |
| 76  | Elia Favilli       | Italien      |                                                  |
| 77  | Pierpaolo De Negri | Italien      |                                                  |
| 78  | Luca Mazzanti      | Italien      |                                                  |
| 79  | Alfredo Balloni    | Italien      | 2.–5. Etappe; Führender Premio Fuga 3.–4. Etappe |

### FDJ-Big Mat(Frankreich)
| Nr. | Name             | Nationalität | Anmerkungen |
| --- | ---------------- | ------------ | ----------- |
| 81  | Sandy Casar      | Frankreich   |             |
| 82  | Mickaël Delage   | Frankreich   |             |
| 83  | Arnaud Démare    | Frankreich   |             |
| 84  | William Bonnet   | Frankreich   |             |
| 85  | Francis Mourey   | Frankreich   |             |
| 86  | Geoffrey Soupe   | Frankreich   |             |
| 87  | Gabriel Rasch    | Norwegen     |             |
| 88  | Dominique Rollin | Kanada       |             |
| 89  | Jussi Veikkanen  | Finnland     |             |

### Garmin-Barracuda(USA)
| Nr. | Name                  | Nationalität       | Anmerkungen |
| --- | --------------------- | ------------------ | --- |
| 91  | Tyler Farrar          | Vereinigte Staaten | Aufgabe während der 6. Etappe |
| 92  | Sébastien Rosseler    | Belgien            | |
| 93  | Jack Bauer            | Neuseeland         | |
| 94  | Ramūnas Navardauskas  | Litauen            | 4.–5. Etappe; 4.–5. Etappe |
| 95  | Ryder Hesjedal        | Kanada             | 7. Etappe |
| 96  | Robert Hunter         | Südafrika          | |
| 97  | Alex Rasmussen        | Dänemark           | |
| 98  | Peter Stetina         | Vereinigte Staaten | 7. Etappe |
| 99  | Christian Vande Velde | Vereinigte Staaten | |
|     |                       |                    | 4. Etappe (Mannschaftszeitfahren); 1.–7. Etappe; Führende Super Team 1.–7. Etappe; Führende Premio Fair Play 4.–5. und 7. Etappe |

### Orica GreenEdge(Australien)
| Nr. | Name            | Nationalität | Anmerkungen                                                                                                  |
| --- | --------------- | ------------ | --- |
| 100 | Matthew Goss    | Australien   | 3.–7. Etappe; 3. Etappe; Führender Premio Combattività 3.–5. Etappe; Führender Azzurri d’Italia 3.–7. Etappe |
| 101 | Fumiyuki Beppu  | Japan        | |
| 102 | Jack Bobridge   | Australien   | |
| 103 | Jens Keukeleire | Belgien      | |
| 104 | Daryl Impey     | Südafrika    | |
| 105 | Brett Lancaster | Australien   | |
| 106 | Christian Meier | Kanada       | |
| 107 | Svein Tuft      | Kanada       | |
| 109 | Tomas Vaitkus   | Litauen      | |

Die Startnummer 108 wird beim Giro nicht mehr vergeben, weil Wouter Weylandt 2011 bei diesem Rennen mit dieser Startnummer auf der 3. Etappe zu Tode kam.

### Katusha Team(Russland)
| Nr. | Name                  | Nationalität | Anmerkungen |
| --- | --------------------- | ------------ | ----------- |
| 111 | Joaquim Rodríguez     | Spanien      |             |
| 112 | Pawel Brutt           | Russland     |             |
| 113 | Michail Ignatjew      | Russland     |             |
| 114 | Alexander Kristoff    | Norwegen     |             |
| 115 | Aljaksandr Kuschynski | Belarus      |             |
| 116 | Alberto Losada        | Spanien      |             |
| 117 | Daniel Moreno         | Spanien      |             |
| 118 | Gatis Smukulis        | Lettland     |             |
| 119 | Ángel Vicioso         | Spanien      |             |

### Liquigas-Cannondale(Italien)
| Nr. | Name                 | Nationalität | Anmerkungen |
| --- | -------------------- | ------------ | ----------- |
| 121 | Ivan Basso           | Italien      |             |
| 122 | Valerio Agnoli       | Italien      |             |
| 123 | Maciej Bodnar        | Polen        |             |
| 124 | Eros Capecchi        | Italien      |             |
| 125 | Damiano Caruso       | Italien      |             |
| 126 | Paolo Longo Borghini | Italien      |             |
| 127 | Cristiano Salerno    | Italien      |             |
| 128 | Sylwester Szmyd      | Polen        |             |
| 129 | Fabio Sabatini       | Italien      |             |

### Lotto Belisol Team(Belgien)
| Nr. | Name             | Nationalität | Anmerkungen                                                                  |
| --- | ---------------- | ------------ | ---------------------------------------------------------------------------- |
| 131 | Bart De Clercq   | Belgien      |                                                                              |
| 132 | Brian Bulgaç     | Niederlande  |                                                                              |
| 133 | Francis De Greef | Belgien      |                                                                              |
| 134 | Lars Bak         | Dänemark     |                                                                              |
| 135 | Gaëtan Bille     | Belgien      |                                                                              |
| 136 | Adam Hansen      | Australien   |                                                                              |
| 137 | Olivier Kaisen   | Belgien      | Führender Traguardi Volante 5.–7. Etappe; Führender Premio Fuga 5.–6. Etappe |
| 138 | Gianni Meersman  | Belgien      | Aufgabe während der 7. Etappe wegen Sturzfolgen                              |
| 139 | Dennis Vanendert | Belgien      |                                                                              |

### Movistar Team(Spanien)
| Nr. | Name                   | Nationalität | Anmerkungen                              |
| --- | ---------------------- | ------------ | ---------------------------------------- |
| 141 | Giovanni Visconti      | Italien      |                                          |
| 142 | Marzio Bruseghin       | Italien      |                                          |
| 143 | Jesús Herrada          | Spanien      |                                          |
| 144 | Beñat Intxausti        | Spanien      |                                          |
| 145 | Pablo Lastras          | Spanien      | Aufgabe nach Sturz während der 6. Etappe |
| 146 | Andrey Amador          | Costa Rica   |                                          |
| 147 | Sergio Pardilla        | Spanien      |                                          |
| 148 | Branislau Samojlau     | Belarus      |                                          |
| 149 | Francisco José Ventoso | Spanien      |                                          |

### Omega Pharma-Quickstep(Belgien)
| Nr. | Name               | Nationalität | Anmerkungen |
| --- | ------------------ | ------------ | ----------- |
| 151 | Dario Cataldo      | Italien      |             |
| 152 | Marco Bandiera     | Italien      |             |
| 153 | Francesco Chicchi  | Italien      |             |
| 154 | Michał Gołaś       | Polen        |             |
| 155 | Nikolas Maes       | Belgien      |             |
| 156 | Serge Pauwels      | Belgien      |             |
| 157 | Michał Kwiatkowski | Polen        |             |
| 158 | Martin Velits      | Slowakei     |             |
| 159 | Julien Vermote     | Belgien      |             |

### Rabobank Cycling Team(Niederlande)
| Nr. | Name               | Nationalität | Anmerkungen |
| --- | ------------------ | ------------ | ----------- |
| 161 | Mark Renshaw       | Australien   |             |
| 162 | Juan Manuel Gárate | Spanien      |             |
| 163 | Theo Bos           | Niederlande  |             |
| 164 | Tom Leezer         | Niederlande  |             |
| 165 | Stef Clement       | Niederlande  |             |
| 166 | Grischa Niermann   | Deutschland  |             |
| 167 | Tom Slagter        | Niederlande  |             |
| 168 | Graeme Brown       | Australien   |             |
| 169 | Dennis van Winden  | Niederlande  |             |

### RadioShack-Nissan(Luxemburg)
| Nr. | Name             | Nationalität | Anmerkungen                                                         |
| --- | ---------------- | ------------ | ------------------------------------------------------------------- |
| 171 | Fränk Schleck    | Luxemburg    | Aufgabe während der 15. Etappe wegen Sturzfolgen aus der 11. Etappe |
| 172 | Jan Bakelants    | Belgien      |                                                                     |
| 173 | Daniele Bennati  | Italien      |                                                                     |
| 174 | Ben Hermans      | Belgien      |                                                                     |
| 175 | Giacomo Nizzolo  | Italien      |                                                                     |
| 176 | Nélson Oliveira  | Portugal     |                                                                     |
| 177 | Thomas Rohregger | Österreich   |                                                                     |
| 178 | Jesse Sergent    | Neuseeland   |                                                                     |
| 179 | Oliver Zaugg     | Schweiz      |                                                                     |

### Sky ProCycling(Großbritannien)
| Nr. | Name                | Nationalität           | Anmerkungen                                                          |
| --- | ------------------- | ---------------------- | -------------------------------------------------------------------- |
| 181 | Mark Cavendish      | Vereinigtes Königreich | 2. und 5. Etappe; 2. Etappe; Führender Premio Combattività 2. Etappe |
| 182 | Bernhard Eisel      | Österreich             |                                                                      |
| 183 | Juan Antonio Flecha | Spanien                |                                                                      |
| 184 | Sergio Henao        | Kolumbien              |                                                                      |
| 185 | Peter Kennaugh      | Vereinigtes Königreich |                                                                      |
| 186 | Ian Stannard        | Vereinigtes Königreich |                                                                      |
| 187 | Jeremy Hunt         | Vereinigtes Königreich |                                                                      |
| 188 | Geraint Thomas      | Vereinigtes Königreich |                                                                      |
| 189 | Rigoberto Urán      | Kolumbien              |                                                                      |
|     |                     |                        | Führende Premio Fair Play 2. Etappe                                  |

### Team NetApp(Deutschland)
| Nr. | Name                | Nationalität | Anmerkungen                     |
| --- | ------------------- | ------------ | ------------------------------- |
| 191 | Cesare Benedetti    | Italien      |                                 |
| 192 | Jan Bárta           | Tschechien   |                                 |
| 193 | Timon Seubert       | Deutschland  |                                 |
| 194 | Andreas Schillinger | Deutschland  |                                 |
| 195 | Bartosz Huzarski    | Polen        |                                 |
| 196 | Reto Hollenstein    | Schweiz      | Führender Premio Fuga 7. Etappe |
| 197 | Andreas Dietziker   | Schweiz      |                                 |
| 198 | Matthias Brändle    | Österreich   |                                 |
| 199 | Daniel Schorn       | Österreich   |                                 |

### Team Saxo Bank(Dänemark)
| Nr. | Name                  | Nationalität | Anmerkungen |
| --- | --------------------- | ------------ | ----------- |
| 201 | Matteo Tosatto        | Italien      |             |
| 202 | Anders Lund           | Dänemark     |             |
| 203 | Wolodymyr Hustow      | Ukraine      |             |
| 204 | Jonas Aaen Jørgensen  | Dänemark     |             |
| 205 | Juan José Haedo       | Argentinien  |             |
| 206 | Luke Roberts          | Australien   |             |
| 207 | Mads Christensen      | Dänemark     |             |
| 208 | Manuele Boaro         | Italien      |             |
| 209 | Lucas Sebastián Haedo | Argentinien  |             |

### Vacansoleil-DCM(Niederlande)
| Nr. | Name              | Nationalität | Anmerkungen                              |
| --- | ----------------- | ------------ | ---------------------------------------- |
| 211 | Matteo Carrara    | Italien      |                                          |
| 212 | Thomas De Gendt   | Niederlande  |                                          |
| 213 | Romain Feillu     | Frankreich   | Aufgabe nach Sturz während der 6. Etappe |
| 214 | Sergey Lagutin    | Usbekistan   |                                          |
| 215 | Gustav Larsson    | Schweden     |                                          |
| 216 | Tomasz Marczyński | Polen        |                                          |
| 217 | Martijn Keizer    | Niederlande  |                                          |
| 218 | Stefan Denifl     | Österreich   |                                          |
| 219 | Mirko Selvaggi    | Italien      |                                          |